# Kompilacija 84-92
Kompilacija 84-92 je kompilacijski album skupine Bazar. Skladbe z albuma so bile posnete med letoma 1984 do 1991 v Studiu Tivoli, razen skladba »Poišči me« v Studiu Metro. Album je bil izdan leta 1998 pri založbi ZKP RTV Slovenija.

## Seznam skladb
| Št. | Naslov                                       | Dolžina |
| --- | -------------------------------------------- | ------- |
| 1.  | „Dober dan‟ (D. Kocjančič/D. Mislej)         | 3:56    |
| 2.  | „Tina‟ (D. Kocjančič/D. Mislej)              | 4:34    |
| 3.  | „Ko pride noč‟ (L. Klemenc/D. Mislej)        | 3:20    |
| 4.  | „Nora leta‟ (M. Legovič/D. Mislej)           | 4:06    |
| 5.  | „Portorož 1905‟ (D. Kocjančič/D. Mislej)     | 3:39    |
| 6.  | „Nevarne igre‟ (D. Kocjančič/D. Mislej)      | 3:43    |
| 7.  | „Poišči me‟ (D. Kocjančič/D. Mislej)         | 4:05    |
| 8.  | „The End‟ (M. Legovič/D. Mislej)             | 4:08    |
| 9.  | „Amerika‟ (D. Kocjančič/D. Mislej)           | 3:10    |
| 10. | „Igra za dva‟ (I. Mermolja/V. Divac)         | 4:24    |
| 11. | „Si še jezna name‟ (D. Kocjančič/D. Urbanc)  | 4:24    |
| 12. | „Zate‟ (M. Legovič/D. Mislej)                | 4:10    |
| 13. | „Fehtarji‟ (M. Legovič/D. Mislej)            | 3:35    |
| 14. | „Prvi maj‟ (D. Kocjančič/D. Mislej)          | 3:34    |
| 15. | „Ne zavajaj me več‟ (M. Legovič/D. Mislej)   | 3:34    |
| 16. | „Ko odbije polnoči‟ (D. Kocjančič/D. Mislej) | 3:48    |
| 17. | „Mehka dekleta‟ (M. Legovič/D. Mislej)       | 4:17    |
| 18. | „Barabe‟ (D. Kocjančič/D. Urbanc)            | 3:36    |
| 19. | „Ura strasti‟ (M. Ogrin/D. Mislej/M. Ogrin)  | 3:34    |

## Zasedba

### Bazar
- Danilo Kocjančič – bas, vokal
- Slavko Ivančić – solo vokal, klaviature (1-8)
- Dušan Vran – bobni, vokal
- Zdenko Cotič – kitara, vokal
- Marino Legovič – klaviature, vokal
- Igor Mermolja – solo vokal (9-19)

### Gostje
- Hugo Šekoranja – saksofon (3)
- Lojze Krajnčan – pozavna (5)
- Pero Ugrin – trobenta (1)

## Nastopi na glasbenih festivalih
- »Portorož 1905« - Melodije morja in sonca 1984 – 1. mesto
- »Dober dan« - Melodije morja in sonca 1985 – 1. mesto
- »Amerika« - Melodije morja in sonca 1987 – 1. mesto
- »Barabe« - Morska viža Bernardina 1988
- »Ura strasti« - Melodije morja in sonca 1991